# Cà dại hoa trắng
Cà dại hoa trắng, danh pháp khoa học Solanum torvum, là một loài thực vật thuộc họ Cà (Solanaceae).

## Mô tả

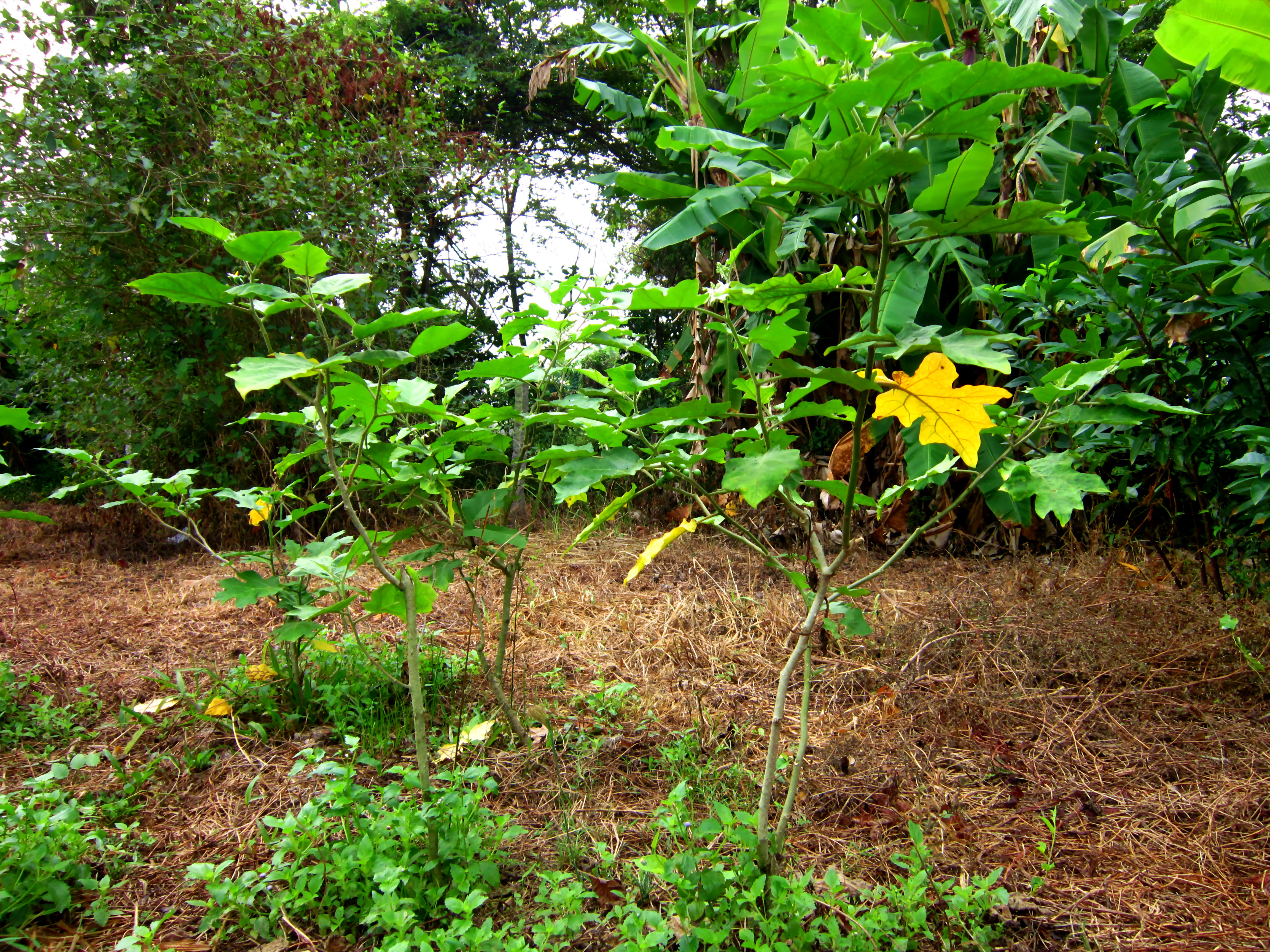
Cây cà dại hoa trắng ở miền Nam Việt Nam

Cây nhỏ, mọc đứng, cao 2 - 3 m, mang cành có gai. Lá mọc so le, có cuống hình trứng rộng, thường có thuỳ nông (ít khi nguyên), dài 18 - 25 cm và rộng tới 18 cm; cuống lá có gai, dài 3 – 10 cm; phiến lá có lông mềm hình sao, gân giữa có gai. Cụm hoa xim ở kẽ lá. Hoa có cuống mang đài hoa 5 thùy có tuyến, có gai dài 3 - 5 mm; tràng 5 thùy trắng, hình bánh xe; 5 nhị dài 5–6 mm. Quả mọng hình cầu, khi chín màu vàng đường kính 10–15 mm. Mùa hoa quả từ tháng 4 đến tháng 7.

## Nơi sống và thu hái
Cây mọc hoang, nhiều nhất là ở vùng núi. Thu hái quanh năm. Rửa sạch, thái nhỏ, phơi khô trong râm. Rễ, lá, hoa và quả đều được dùng.

## Tính vị, tác dụng

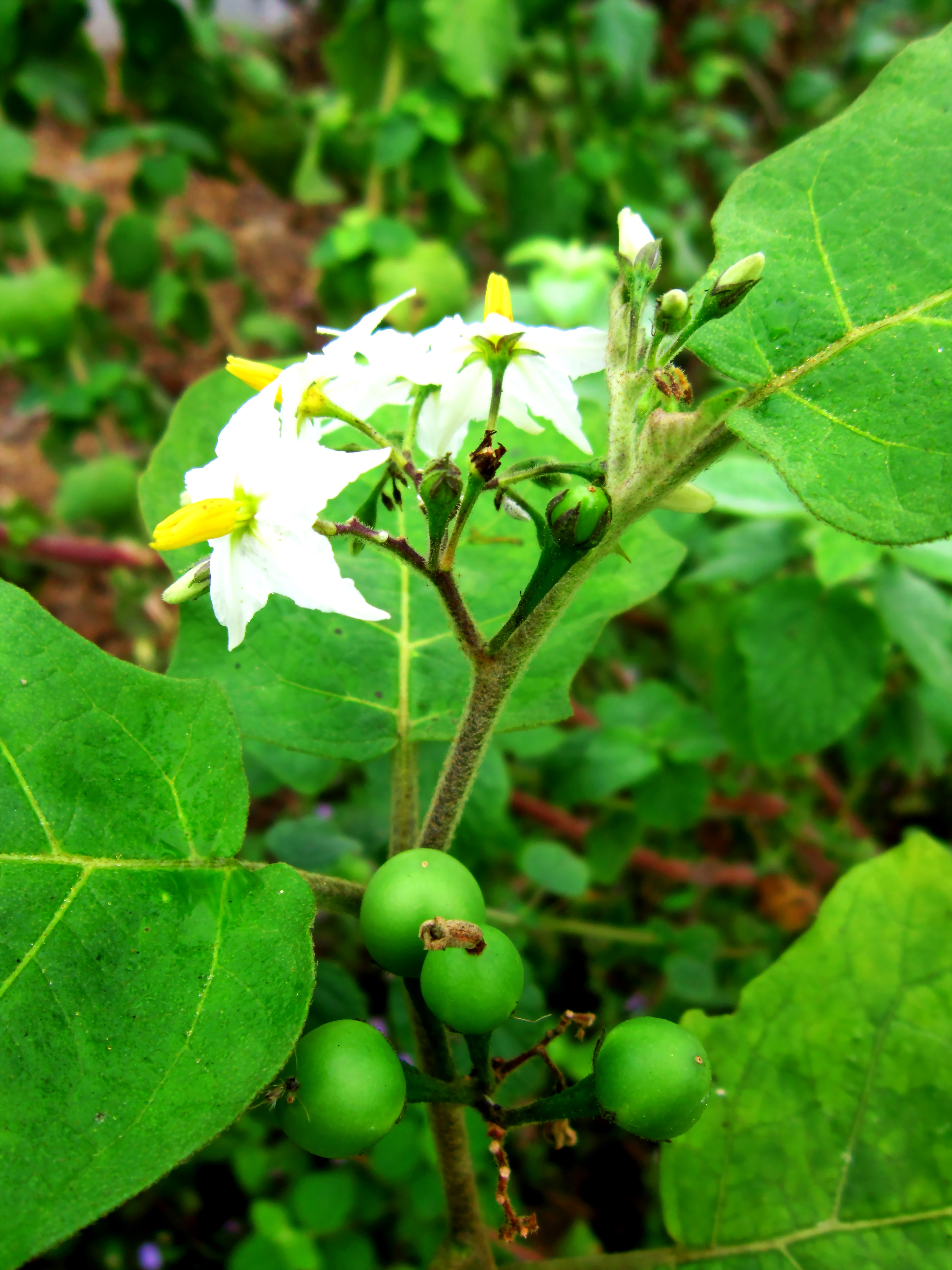
Lá, hoa và trái cà dại hoa trắng ở miền Nam Việt Nam

Theo y học cổ truyền Việt Nam, cà dại hoa trắng có vị cay, hơi mát, có ít độc; Có tác dụng hoạt huyết, tán ứ, tiêu thủng, giảm đau, trừ ho. Thường được dùng trị đau thắt lưng, đòn ngã tổn thương, đau dạ dày, đau răng, bế kinh, ho mạn tính. 
Dưới đây là một số cách chữa bệnh đơn giản từ cà dại hoa trắng:
- 1. Chứng khó đái: Nước hãm lá tươi cà dại hoa trắng, phối hợp với cành lá của cây đơn buốt.
- 2. Đau bụng của trẻ em: Hãm hoa lấy nước cho uống.
- 3. Ong (vò vẽ) đốt, nứt nẻ ở bàn chân, kẽ chân: Quả giã nát với lá lốt, lấy nước bôi.
- 4. Chữa đau răng (do sâu răng): Rễ cà dại hoa trắng, rễ cây chanh, vỏ cây lai, vỏ cây trẩu, mỗi vị 10g, sắc lấy nước đặc ngậm rồi nhổ đi.
- 5. Chữa nước ăn chân: Lá chè xanh và lá phèn đen mỗi thứ 20-30 g, sắc lấy nước đặc, ngâm rửa chân trong 5 - 10 phút. Sau đó lấy quả cà dại hoa trắng và lá lốt, mỗi thứ 20 g, giã nát, thêm ít nước, dùng bông thấm nước thuốc bôi vào những kẽ nứt nẻ.
Chú ý: người bị bệnh tăng nhãn áp và phụ nữ có thai không được dùng. Nếu sử dụng dưới dạng thuốc sắc cần theo đúng chỉ định và hướng dẫn của thầy thuốc Đông y.

## Danh pháp đồng nghĩa
Một số loài trong chi Cà (Solanum) từng được ghép chung với cà dại hoa trắng như là một phân loài hoặc một biến thể loài như:
- Solanum bahamense (Carl Linnaeus) (trước là S. torvum var.? persicifolium)
- Solanum chrysotrichum (von Schlechtendal) (trước là S. torvum var. pleiotomum)
- Solanum ferrugineum (trước là S. torvum var. ferrugineum, S. torvum var. hartwegianum)
- Solanum lanceolatum (Cavanilles) (trước là S. torvum var. schiedeanum)
- Solanum macaonense (trước là S. torvum var. lasiostylum)
- Solanum rudepannum (trước là S. torvum var. fructipendulum, S. torvum var. ochraceo-ferrugineum)
- Solanum scuticum (trước là S. torvum ssp./var. brasiliense, S. torvum var. daturifolium, S. torvum var. genuinum)

Hoặc trước một số loài chưa xác định hoặc chưa chắc chắc cũng dùng tên S. torvum:
- Solanum acanthifolium Hort. Par. ex Dunal, in DC. (non Mill.: preoccupied)

Solanum acanthifolium of Philip Miller is S. campechiense as described by Carl Linnaeus.
- Solanum campechiense Hort. Par. ex Dunal, in DC. (non L.: preoccupied)
- Solanum crotonoides Michx. ex Dunal, in DC. (non Lam.: preoccupied)

Solanum crotonoides of Sieber from Presl is S. lanceifolium as described by von Jacquin.
- Solanum ficifolium Ortega
- Solanum heterophyllum Balb. ex Dunal, in DC. (non Lam.: preoccupied)

Solanum heterophyllum of Lamarck is S. subinerme
- Solanum largiflorum C.T.White
- Solanum maccai Bertero ex Dunal, in DC. (non Dunal in Poir.: preoccupied)

Solanum maccai of Dunal in Poiret is S. stramoniifolium as described by von Jacquin.
- Solanum mammosum Herb. ex Dunal, in DC. (non L.: preoccupied)

Solanum mammosum of Pavón Jiménez from Dunal in de Candolle is S. circinatum.
- Solanum mannii C.H.Wright

Solanum mannii var. compactum of C.H. Wright is S. anomalum.
- Solanum mayanum Lundell
- Solanum sanctum Jan ex Dunal, in DC. (non L.: preoccupied)

Solanum sanctum of Carl Linnaeus is S. incanum as described by the same author.
- Solanum torvum var. typicum Hochr. (nom. illeg)

## Thông tin thêm
Ngoài cây cà dại hoa trắng, còn có cây cà dại hoa vàng (còn có tên là cà gai, cây gai cua, cây mùi cua, lão thử lực), tên khoa học: Arggemone mexicana L., thuộc Họ Thuốc phiện (Papaveraceae)... 